# Bibio lanigerus
Espèce
Bibio lanigerus est une espèce d'insectes de l'ordre des diptères (qui regroupe, entre autres, des espèces principalement désignées par les noms vernaculaires de mouches, moustiques, taons...) et de la famille des Bibionidae.